# Радек Бейбл
Радек Бейбл (чеськ. Radek Bejbl, нар. 29 серпня 1972, Нимбурк) — чехословацький та чеський футболіст, що грав на позиції півзахисника.
Виступав, зокрема, за клуби «Славія» та «Атлетіко», а також національну збірну Чехії.
Чемпіон Чехії.

## Клубна кар'єра
У дорослому футболі дебютував 1990 року виступами за команду клубу «Славія», в якій провів шість сезонів, взявши участь у 154 матчах чемпіонату. Більшість часу, проведеного у складі «Славії», був основним гравцем команди. За цей час виборов титул чемпіона Чехії.
Своєю грою за цю команду привернув увагу представників тренерського штабу клубу «Атлетіко», до складу якого приєднався 1996 року. Відіграв за мадридський клуб наступні чотири сезони своєї ігрової кар'єри. Граючи у складі «Атлетіко» також здебільшого виходив на поле в основному складі команди.
Згодом з 2000 по 2007 рік грав у складі команд клубів «Ланс», знову «Славія» та «Рапід» (Відень).
Завершив професійну ігрову кар'єру у клубі «Слован», за команду якого виступав протягом 2007—2008 років.

## Виступи за збірні
У 1992 році дебютував в офіційних матчах у складі національної збірної Чехословаччини. Протягом кар'єри у національній команді, яка тривала усього 2 роки, провів у формі головної команди країни лише 2 матчі.
У 1993 році залучався до складу молодіжної збірної Чехії. На молодіжному рівні зіграв у 3 офіційних матчах.
У 1995 році дебютував в офіційних матчах у складі національної збірної Чехії. Протягом кар'єри у національній команді, яка тривала 7 років, провів у формі головної команди країни 58 матчів, забивши 3 голи.
У складі збірної був учасником чемпіонату Європи 1996 року в Англії, де разом з командою здобув «срібло», чемпіонату Європи 2000 року у Бельгії та Нідерландах.

## Титули і досягнення
- Чемпіон Чехії (1):

«Славія»: 1995–1996
- Віце-чемпіон Європи: 1996